# Сапаев, Василий Фёдорович
Васи́лий Фёдорович Сапа́ев (3 января 1923, д. Чобыково, Сернурский кантон, Марийская автономная область — 27 июля 1990, г. Йошкар-Ола, Марий Эл) — марийский советский писатель, переводчик, педагог, общественный деятель, член Союза писателей СССР с 1971 года. Кандидат педагогических наук (1982). Заслуженный учитель школы РСФСР (1965). Участник Великой Отечественной войны. Член ВКП(б).

## Биография
Родился 3 января 1923 года в д. Чобыково ныне Новоторъяльского района Марий Эл в крестьянской семье. После окончания сельской 7-летней школы в 1939 году окончил Новоторъяльское педагогическое училище по специальности «учитель начальных классов». До войны работал учителем в школах Советского и Новоторъяльского районов Марийской АССР.
В феврале 1942 года призван в Красную армию. Участник Великой Отечественной войны: после полковой школы 355 курсантского запасного стрелкового полка был направлен на Южный фронт, 27 апреля 1942 года был контужен, лечился в госпиталях. С 1943 года продолжал службу в пересыльном пункте Военного комиссариата Марийской АССР в должности заведующего делопроизводством. В 1946 году демобилизовался из армии.
В 1946 году был инспектором Новоторъяльского роно, в 1947—1952 годах — учителем и заведующим Татарэнерской начальной школой Новоторъяльского района. В 1953 году заочно окончил Марийский учительский институт. В 1952–1954 годах заведовал базовой школой при Новоторъяльском педагогическом училище, затем почти 20 лет проработал учителем, заместителем директора Немдинской средней школы Новоторъяльского района. Здесь под его руководством работал литературный кружок, издавался рукописный альманах, где было размещено более 50 стихотворений учащихся.
Во время работы в Немдинской школе также избирался депутатом Новоторъяльского районного и Немдинского сельского Советов депутатов трудящихся Марийской АССР.
В 1960 году заочно с отличием окончил МГПИ им. Н.К. Крупской, а в 1971 году — аспирантуру Научно-исследовательского института национальных школ Министерства просвещения РСФСР, где стал старшим научным сотрудником. В 1982 году успешно защитил кандидатскую диссертацию по теме «Обучение родной грамматике в марийской школе». Кандидат педагогических наук (1982).
27 июля 1990 года погиб в Йошкар-Оле, будучи сбит автомашиной. Похоронен на Туруновском кладбище.

## Литературное творчество
Впервые опубликовал свои произведения в 1940 году в газетах «Ямде лий» и «Ленин ой». Первая книга стихов для детей «Пиалан жап» («Счастливое время») вышла в свет в 1954 году.
Автор более 15 книг поэзии и прозы, в том числе посвящённых детям. Издал сборники стихотворений «Счастливое время», «В лесу», «Брат и сестра», повесть «В пору цветения земляники», сборник рассказов «Красавица Немда» и другие произведения.  Им составлена антология марийской детской литературы «Зелёная роща», выпущенная в московском издательстве «Детская литература». Известны его книги в русском переводе «Что скажешь, Миля?», «Келай и его друзья», «Во поле берёза» и др. Некоторые из них изданы на таджикском, удмуртском и других языках. Особняком стоит роман «Кÿдырчан йÿр годым» («В грозу»), отображающий коллективизацию в Марийском крае.
Известен и как переводчик: им переведены на марийский язык некоторые рассказы и повести В. Короленко, П. Павленко, Л. Толстого, произведения других писателей.
В 1971 году был принят в Союз писателей СССР, возглавлял секцию детской литературы при Союзе писателей Марийской АССР. Является автором марийского «Букваря» в нескольких переизданиях, методических пособий для учителей марийского языка. Им написаны и изданы такие учебные пособия, как «Методика обучения грамоте в марийской школе», «Методика объяснительного чтения», «Методика обучения грамматике марийского языка» и другие.
Является автором сборников очерков о современниках «Горит огонёк» и «Звёзды не гаснут».
В соавторстве с актёром и режиссёром В. Домрачевым написал пьесу «Эрге» («Сын»), посвящённую композитору Э. Сапаеву.

## Основные произведения
Далее представлен список основных произведений В. Ф. Сапаева на марийском и в переводе на русский язык:

### На марийском языке
- Пиалан жап: йоча-шамычлан почеламут сборник [Счастливое время: сборник стихов для детей]. Йошкар-Ола, 1954. 52 с.
- Чодыраште: В лесу / С. Чавайн, В. Сапаев, В. Орлов. Йошкар-Ола, 1957. 12 с.
- Шольым ден шӱжарем: почеламут ден ойлымаш-влак [Брат и сестра: стихи и рассказы]. Йошкар-Ола, 1960. 60 с.
- Мӧр пеледме годым: повесть [В пору спелости]. Йошкар-Ола, 1963. 76 с.
- Изи тул йӱла: очерк-влак [Горит огонёк]. Йошкар-Ола, 1966. 44 с.
- Мом каласет, Миля?: повесть [Что скажешь, Миля?]. Йошкар-Ола, 1968. 52 с.
- Немда вӱдшат – моторжат: ойлымаш-влак [Красавица Немда: рассказы]. Йошкар-Ола, 1971. 72 с.
- Шӱдыр-влак йӱлат: очерк, корнысо дневник да шарнымаш-влак [Горят звезды: очерки, путевые заметки и воспоминания]. Йошкар-Ола, 1976. 200 с.
- Эре лийже кече: повесть да ойлымаш-влак / В. Сапаев, А. Данилов, Н. Александров. [Пусть всегда будет солнце: повести и рассказы]. Йошкар-Ола, 1977. С. 3—63.
- Кӱдырчан йӱр годым: роман [В грозу]. Йошкар-Ола, 1979. 352 с.
- Ой, авием!: повесть-влак [Ой, мама!: повести]. Йошкар-Ола, 1983. 192 с.
- А мыйже ораде...: ойлымаш // Ончыко. 1983. № 1. С. 95—111.
- Ноль; Ӱшкыж ден карме; Куэ кушкеш...: почеламут-влак // Эрвий. Йошкар-Ола, 1984. С. 135—138.
- Танкист: очерк // Эрвий. Йошкар-Ола, 1985. С. 3—13.
- Йолташет уло гын: повесть, ойлымаш [Если имеешь друга: повести и рассказы]. Йошкар-Ола, 1987. 192 с.
- Тетрадьын ойгыжо: почеламут // Кече. 1997. № 4. С. 10.
- Теве А буква: почеламут-влак // Авай дене пырля. Йошкар-Ола, 1998. С 36.

### В переводе на русский язык
- Что скажешь, Миля?: повести / пер. В. Муравьёва. М., 1970. 96 с.
- Во поле берёза: повести и рассказы / пер. Л. Урушевой и В. Муравьёва. Йошкар-Ола, 1973. 128 с.
- Мой подшефный класс: повесть / пер. А. Смоликова // Зелёная роща. Йошкар-Ола, 1976. С. 79—87.
- На берегу Таира: повесть / пер. В. Муравьёва // Дружба. Йошкар-Ола, 1982. С. 163–186.

## Звания и награды
- Заслуженный учитель школы РСФСР (1965)[3][7]
- Заслуженный учитель школы Марийской АССР
- Медаль «За победу над Германией в Великой Отечественной войне 1941—1945 гг.» (09.05.1945)[4]
- Медаль «За доблестный труд. В ознаменование 100-летия со дня рождения Владимира Ильича Ленина»
- Медаль К. Д. Ушинского [4]
- Медаль «Ветеран труда» [4]
- Почётная грамота Президиума Верховного Совета РСФСР[4]
- Почётная грамота Президиума Верховного Совета Марийской АССР (1973)[3][7]

## Память
- В 2013 году на здании Немдинской школы Новоторъяльского района Марий Эл в честь него была установлена памятная доска[7].